# Ассінібойн (річка)
 Ассінібойн  (англ. Assiniboine River)  — річка яка протікає через прерії Західної Канади в провінціях Саскачеван та Манітоба і впадає в Ред-Рівер в місті Вінніпег.

## Етимологія
Назва річки походить від індіанського корінного народу ассінібойнів, які жили на її берегах ще до її відкриття європейцями.

## Географія
Річка протікає по різних ландшафтам: по широким рівним долинах або по височинам, де її береги бувають урвистими. Під час повеней частина води з річки може відводитися в озеро Манітоба в Портедж-ла-Прері.
Двома основними притоками річки Ассінібойн є:
- Річка Суріс, яка бере початок в провінції Саскачеван, протікає по території США і повертається до Канади в провінції Манітоба.
- Річка К'Аппель, яка протікає із заходу провінції Саскачеван і впадає в Ассінібойн в Манітобі біля міста Елліс.